# Ngvinabum-Achangne
Ngvinabum-Achangne est une localité du Cameroun située dans la commune de Fundong et le département du Boyo.

## Population
Lors du recensement de 2005, on a dénombré 693 personnes.